# Vlastimil Vejnar
Vlastimil Vejnar (* 24. ledna 1956) je bývalý český fotbalový útočník.

## Fotbalová kariéra
V československé lize hrál za Spartu Praha. Dal 4 ligové góly. V nižších soutěžích hrál i za Viktorii Žižkov.

## Ligová bilance
| Ročník                                   | Zápasy | Góly | Minuty | Klub            |
| ---------------------------------------- | ------ | ---- | ------ | --------------- |
| 1. československá fotbalová liga 1976/77 | 4      | 2    | 284    | Sparta Praha    |
| 1. československá fotbalová liga 1977/78 | 16     | 2    | 831    | Sparta Praha    |
| Česká národní fotbalová liga 1978/79     | –      | –    | –      | Viktoria Žižkov |
| CELKEM 1. liga                           | 20     | 4    | 1 115  |                 |